# Touchet (fiume)
Il fiume Touchet è un affluente lungo 89 km (55 mi) del fiume Walla Walla nella parte sud-orientale dello Stato di Washington, negli Stati Uniti.
Il tratto superiore del fiume Touchet era un tradizionale luogo estivo di incontro, per commercio e giochi, per le tribù dei Palus, Nasi Forati e Walla Walla. Il nome Touchet deriva dalla parola sahaptin, pronunciata in modo simile, usata per il fiume, Tu-se che significa arrostimento. Una leggenda dei Nasi Forati racconta che i coyote arrostivano il salmone presso questo fiume dopo aver violato una barriera di pesce sorvegliata dalle sette rondini sorelle presso Celilo Falls.
L'USGS ha riportato due varianti del nome del fiume: Pouchet e Toosha.

## Geografia
Il fiume Touchet ha un bacino di circa 1900 km² (740 mi²). Il corso principale è lungo 89 km (55 mi). La portata media in un anno del fiume Touchet è pari a 6,23 m³/s (220 ft³/s), escludendo le deviazioni.
Le sue sorgenti si trovano nella Foresta nazionale di Umatilla situata nelle Blue Mountains nella Contea di Columbia, nella parte meridionale dello Stato di Washington. Il fiume nasce a monte della città di Dayton. Dopo passa attraverso Waitsburg e Prescott prima di sfociare nel fiume Walla Walla presso la città di Touchet.
Il corso principale del fiume Touchet è formato dalla confluenza della sua biforcazione Nord, che nasce nelle vicinanze dell'area sciistica di Bluewood, e della sua biforcazione Sud, che nasce presso il Deadman Peak. Le due biforcazioni si uniscono circa 3 km (2 mi) a Sud (e a monte) di Dayton. La biforcazione Nord è lunga circa 40 km (25 mi), mentre quella Sud circa 30 km (20 mi). Altri affluenti includono Patit Creek, che sfocia nel fiume Touchet presso Dayton, Coppei Creek, che sfocia presso Waitsburg, e Whetstone Creek, che sfocia nel fiume Touchet presso Prescott.

## Attività ricreative
Il fiume Touchet è noto per la pesca della trota iridea e della trota iridea golarossa, soprattutto nei tratti superiore e medio.
In estate, la trota iridea, che come il salmone risale la corrente nel periodo della riproduzione, e il salmone reale depongono le uova su gran parte dei tratti superiore e medio del fiume Touchet, ma nel XXI secolo la popolazione è in pericolo. La Nine Mile Dam, letteralmente diga di nove miglia, costruita nel 1905 sul fiume Walla Walla a valle della confluenza con il fiume Touchet, ha ostacolato la migrazione del pesce che risale la corrente nel fiume Touchet, ma la popolazione selvatica di trote iridee (elencate tra le specie in pericolo nell'Endangered Species Act) continua a ritornare al fiume.

## Storia

### Popoli nativi

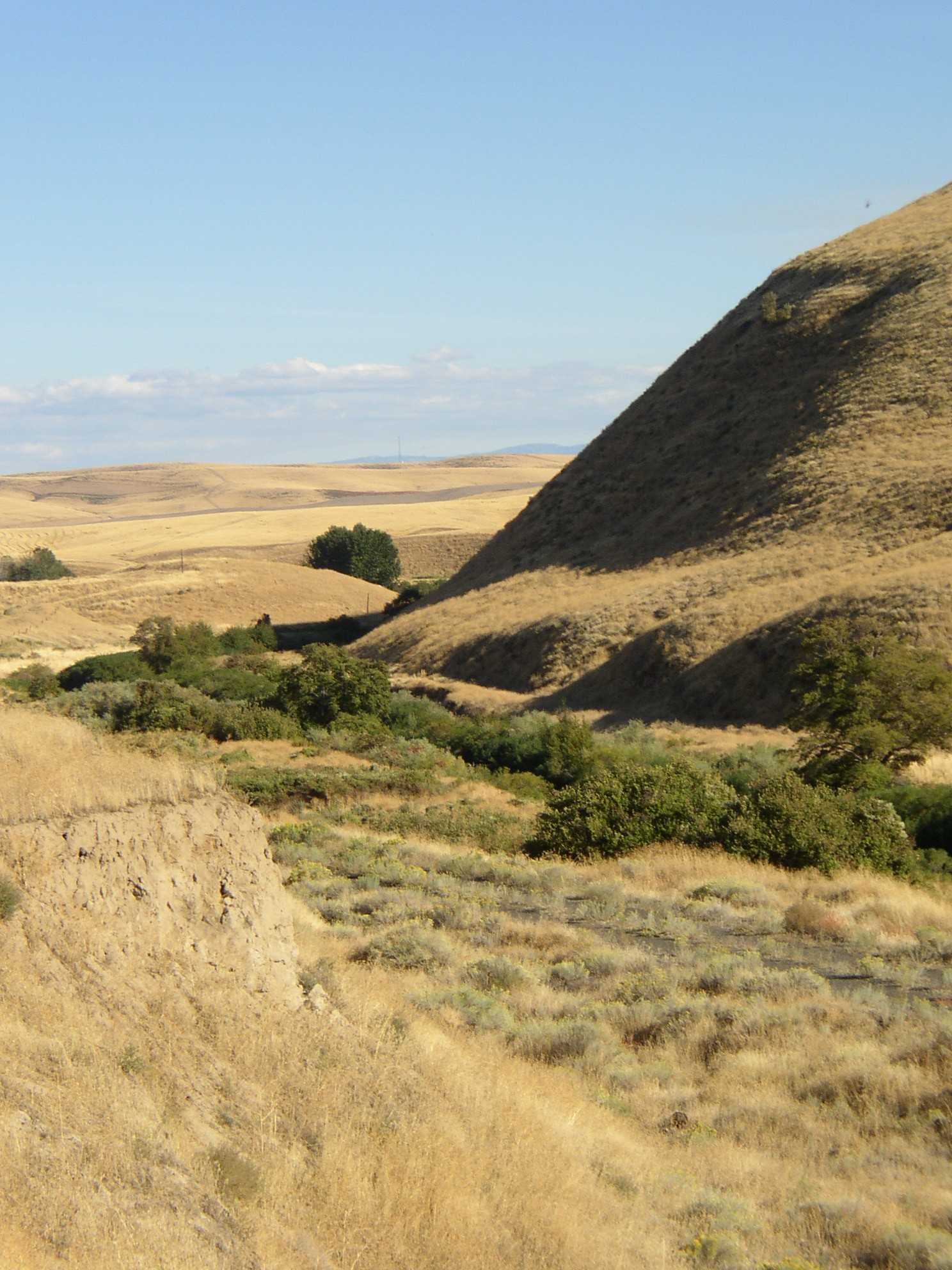
Valle del fiume Touchet in autunno, poco a Ovest di Lamar Cabin.

Il letto del fiume Touchet, nel territorio tradizionale della tribù nativa americana dei Palus, segnava il confine meridionale con il territorio della tribù dei Walla Walla. Queste tribù appartenevano al gruppo delle tribù di lingua sahaptin che, tradizionalmente, abitavano la regione dell'altopiano del Columbia, nella parte nord-occidentale degli Stati Uniti.
Le radici fornivano cibo abbondante lungo i tratti del fiume Touchet. Questi cibi includevano quamash, camassia, kouse, lewisia rediviva, amelanchier, chokecherry, mirtillo americano, ribes uva-crispa, bacche di rose e mirtilli, bacche di sambuco, fragole selvatiche, agli selvatici e balsamorhiza. Una volta che gli immigrati di origine europea iniziarono a insediarsi nell'area dopo il 1858, i terreni da cui prendere le radici indiane furono spostati per far posto all'agricoltura.
Prima che l'uomo bianco arrivasse nella valle del fiume Touchet, c'era un sentiero stabilito dai Nativi Americani attraverso la valle, il Sentiero dei Nasi Forati verso Celilo Falls o Vecchio Sentiero per Celilo Falls, attraverso il quale i Nasi Forati (che inoltre facevano parte del gruppo di lingua sahaptin) passavano a Ovest per pescare il salmone presso Celilo Falls sul fiume Columbia. Come gli altri popoli di lingua sahaptin i Nasi Forati erano nomadi, ritornando agli stessi luoghi anno dopo anno; Celilo Falls si trovava all'estremità Ovesst del loro percorso annuale.

### Spedizione di Lewis e Clark
Durante il viaggio di ritorno nel 1806, la spedizione di Lewis e Clark seguì il Vecchio Sentiero per Celilo Falls, su per le valli dei fiumi Walla Walla e Touchet; 
si accamparono sul fiume Touchet circa  19 km (12 mi) a Nord dell'odierna città di Touchet il 30 aprile 1806. Il Lewis and Clark Trail State Park commemora il loro accampamento del 1º maggio 1806 sul fiume Touchet. La spedizione lasciò il fiume Touchet per seguire un affluente, il Patit Creek, presso il quale si trova adesso la città di Dayton. Si accamparono circa  3 km (2 mi) a monte di Dayton sul Patit Creek il 2 maggio 1806, prima di seguire il sentiero attraverso la campagna fino al fiume Tucannon.

### Prima colonizzazione
La Missione Whitman favorì la colonizzazione bianca della regione, a partire dal 1843 quando 1000 persone, 120 carri e cicrca 5.000 cavalli e bovini arrivarono nella valle del fiume Walla Walla.  The initial settlers remained near the current city of Walla Walla and into the Touchet River valley.

### Colonizzazione successiva

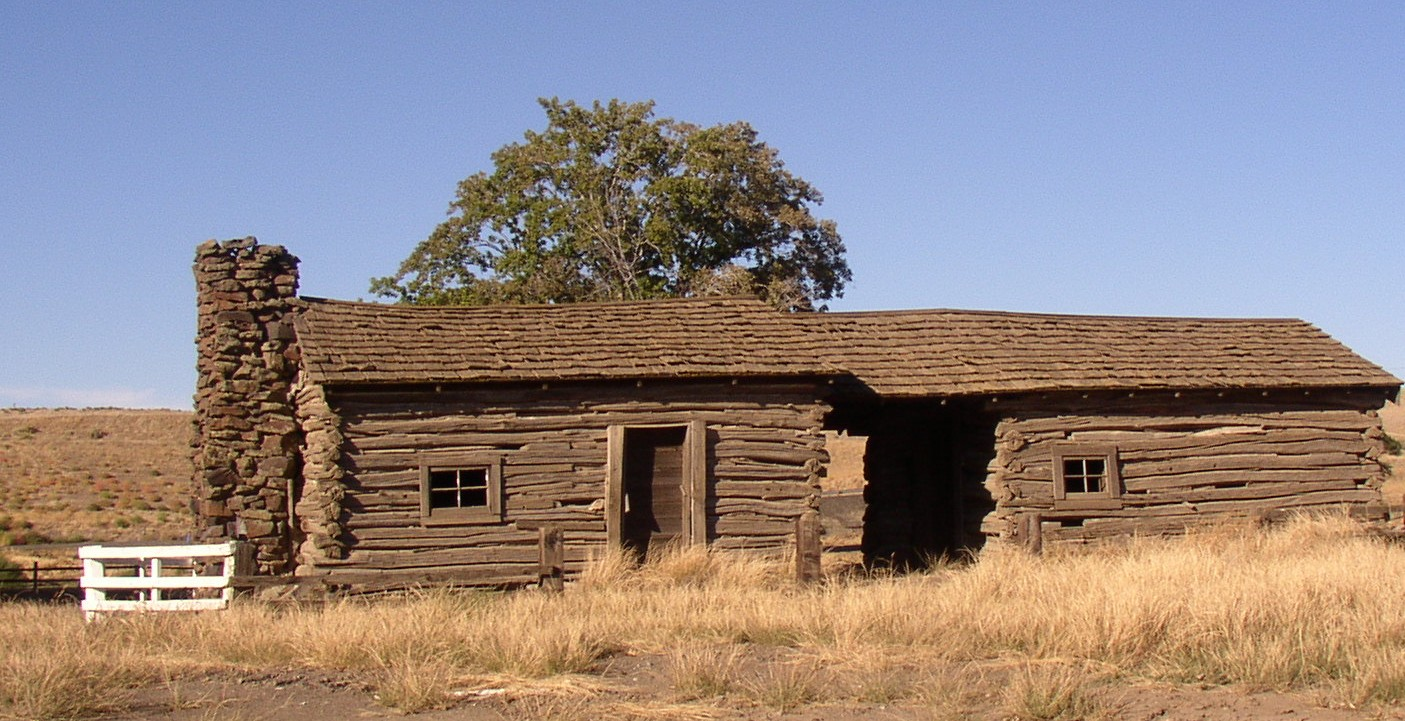
Lamar Cabin

La Lamar Cabin, costruita nel 1863 da George Dudley Goodwin con tronchi di pioppo lavorati a mano prelevati dalla valle del fiume Touchet, divenne la casa dei fratelli scapoli James e Joseph Lamar nel 1872 (le donne erano rare nella valle e molti uomini rimasero non sposati). Inizialmente, i fratelli allevavano pecore e cavalli; negli anni seguenti essi, visto il transito di molti altri nella regione, coltivarono il grano invernale delle terre aride. Quest'area si sviluppò con la città di Lamar quando nel 1888 lungo la valle del fiume Touchet venne costruita la Hunt Railroad. La ferrovia partiva dal fiume Touchet e proseguiva ad Oest presso Lamar in prossimità del punto in cui il fiume Touchet gira a sud per incontrare il fiume Walla Walla. Sebbene il sito della città sia ora praticamente abbandonato, la storica cabina Lamar si è conservata fino a oggi (vedi foto).
Vicina al punto in cui comincia la valle del fiume Touchet, Dayton fu ufficialmente incorporata il 10 novembre 1881.